# Eilema dorsalis
Eilema dorsalis är en fjärilsart som beskrevs av Moore 1878. Eilema dorsalis ingår i släktet Eilema och familjen björnspinnare. Inga underarter finns listade i Catalogue of Life.